# 佐藤頼子
佐藤 頼子（さとう よりこ、Sato Yoriko、1994年1月30日 - ）は、日本の女性ファッションモデル。スペースクラフト所属。国内大手航空会社の客室乗務員として務めたあと、退職してヨガインストラクターとなる。
骨格リセットケアスクール Re-bone代表。

## 略歴
宮城県出身。
2006年、ファッション雑誌『ラブベリー』（徳間書店）のラブベリーモデルオーディションで準グランプリ受賞。同期に坂田梨香子がいる。専属モデルとして2009年まで活動した。
歴代ラブベリーナ中最長身である。
東北学院大学出身。
国内大手航空会社に客室乗務員として就職。
ヨガインストラクターとなり、現在「Re-bone」代表

## 出演

### 雑誌
- ラブベリー（徳間書店、2006年 - 2009年）専属モデル